# Ginie (Świerzbienie)
Ginie – kolonia wsi Świerzbienie położona w  Polsce, w województwie podlaskim, w powiecie monieckim, w gminie Mońki.
Wieś królewska w starostwie knyszyńskim w ziemi bielskiej województwa podlaskiego w 1795 roku. W latach 1975–1998 miejscowość administracyjnie należała do województwa białostockiego.